# Felipe Santiago Cardoso
Felipe Santiago Cardoso o Felipe Santiago Cardozo (Buenos Aires, 1 de mayo de 1773 — Canelones, 1816) fue un estanciero, militar y político con importante actuación en los comienzos del movimiento de emancipación en el Río de la Plata. 

## Biografía
Nació en Buenos Aires el 1 de mayo de 1773, pero estaba afincado en la Banda Oriental. 
De desahogada posición económica poseía fincas en Canelones y fue en su momento uno de los integrantes de la junta de Hacendados de la Banda Oriental. 
El 25 de diciembre de 1797 fue nombrado capitán de Blandengues de Montevideo y sirvió en los cuerpos de milicias de su ciudad natal. 
Pasó a Buenos Aires donde alcanzó el grado de teniente coronel urbano y hacia principios de 1810 se sumó al grupo de vecinos que hablaban de independencia de manera más o menos abierta y que incluía también a Agustín José Donado, Nicolás Rodríguez Peña, Manuel Belgrano, Juan José Paso, Francisco Paso, Hipólito Vieytes, Miguel Irigoyen, Domingo French, Manuel Alberti, Juan Florencio Terrada, José Darragueira, Feliciano Chiclana, Juan José Castelli, Antonio Luis Beruti, Juan José Viamonte, Tomás Guido, Buenaventura de Arzac, Francisco Planes, Vicente Dupuy, Francisco Mariano de Orma, fray José Ignacio Grela, fray Juan Manuel Aparicio, entre otros. Las reuniones se realizaban en la casa de Vieytes en la calle Venezuela, en la de Nicolás Rodríguez Peña, en la calle Piedad tras de la iglesia de San Miguel, o en la quinta de Francisco Mariano de Orma.

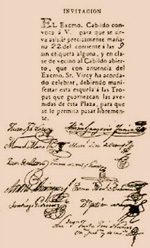
Invitación al Cabildo abierto del 22 de mayo..

Fue un activo participante de la Revolución de Mayo. Asistió al Cabildo Abierto del 22 de mayo, donde se plegó al voto de Francisco Planes, esto es, la cesación del virrey del Río de la Plata, Baltasar Hidalgo de Cisneros  y que el Cabildo de Buenos Aires asumiera el control político y Cornelio Saavedra el militar. Fue uno de los firmantes de la petición del 25 de mayo para la conformación de la Primera Junta.
La Junta lo designó al mando de la plaza de Colonia del Sacramento, pero no pudo hacerlo por cuanto los realistas de Montevideo la ocuparon antes.
Era partidario de Mariano Moreno y tras la conformación de la Junta Grande pasó a la oposición y se hizo miembro de la Sociedad Patriótica. Algunas de sus intervenciones fueron reflejadas en El Grito del Sud: en ellas insistía en la necesidad de contar con una constitución ("La falta de Constitución es el origen de nuestros males") y promovía la difusión de la constitución de los Estados Unidos.
En las jornadas de la Revolución del 5 y 6 de abril de 1811, conocidas como el movimiento de los orilleros, se movilizó a la Plaza de Mayo en oposición al levantamiento. Allí se atrevió a preguntar "¿Cuál es el pueblo?" a lo que el ayudante de Húsares Ambrosio Reyna respondió con un sablazo de plano. 
Fue detenido y desterrado a Santa Fe. 
Volvió a Buenos Aires y fue partícipe de la Revolución del 8 de octubre de 1812 contra el Primer Triunvirato, después de lo cual pasó a la Banda Oriental y se sumó a las milicias de José Gervasio Artigas, antiguo compañero del cuerpo de Blandengues.
En abril de 1813 fue elegido diputado a la Asamblea del Año XIII por Canelones y tras el rechazo de sus poderes por la Asamblea, reelecto en noviembre en el Congreso de Tres Cruces por Canelones. Fue el autor de un Plan de una Constitución Liberal Federativa para las Provincias Unidas de la América del Sud que presentó a la Asamblea del Año XIII. En Buenos Aires se tuvo conocimiento de una carta que enviara al presidente de Charcas proponiéndole la conformación de una confederación, lo que devino en una causa en la que el fiscal pidió la pena de muerte. Finalmente el juez de la causa pese a reconocer el derecho de los ciudadanos de pronunciarse por el sistema federal de gobierno resolvió confinarlo en la Provincia de La Rioja por el término de 6 años, y eso "atendiendo a que el dicho Cardozo ha sido un ciego instrumento de que se ha valido el verdadero autor de esta criminal correspondencia".
En 1814 Artigas obtuvo del Director Supremo de las Provincias Unidas del Río de la Plata, Gervasio Antonio de Posadas, su liberación. 
En 1815 era miembro del cabildo de Montevideo y presidió uno de los cuatro cuarteles en que se dividió la ciudad para elegir diputados al congreso de Mercedes. Fue uno de los firmantes de la designación de Artigas como "Capitán General de la Provincia y Protector y Patrono de la libertad de los Pueblos Orientales".
En 1816 se retiró a su estancia en Canelones para dedicarse al trabajo rural. En la villa de Guadalupe de Canelones el 7 de septiembre de 1816 hizo testamento ante el Juez León Pérez.
En la actualidad, el camino Felipe Cardoso en Montevideo y el vertedero municipal usina Felipe Cardoso, ubicado sobre esa misma calle, llevan su nombre.